# Ergovaline
L'ergovaline est un alcaloïde, du groupe des ergolines, produit par des champignons du genre Claviceps (ergot). Cette molécule se rencontre généralement chez les espèces de graminées telles que  la fétuque élevée (Festuca arundinacea) ou le ray-grass anglais (Lolium perrene), infectées par des champignons endophytes.
C'est une substance toxique pour le bétail qui se nourrit d'herbe infectée, probablement parce qu'elle agit comme un vasoconstricteur favorisant les gangrènes